# Ліцей Key School
Ліцей Key School — приватний загальноосвітній навчальний заклад у місті Київ. Найкращий приватний заклад України за результатами зовнішнього незалежного оцінювання 2021 року та п'ятий найкращий заклад Києва.

## Місія
Школа заснована на переконанні, що діти талановиті і допитливі від природи. І якщо дати їм якісну освіту, необхідну свободу і повагу, виховати в дітях упевненість у власних силах і любов до життя, то в майбутньому вони змінять наш світ на краще і стануть у ньому щасливими.

## Програма
Ліцей впроваджує академічну програму, яка включає Державний базовий компонент, розширені спецкурси з багатьох предметних напрямків, інноваційну програму вивчення англійської мови SMRT, платформу eTwinning та інше.
Мова навчання — Українська.

## Історія
Ліцей створено в 1994 році. Початкова назва — Святошинська гімназія. Назву змінено у 2020 році у зв'язку з ухваленням нового Закону України «Про освіту». Розташований по вулиці Ірпінській, 74-А. Один з перших приватних навчальних закладів України.